# Trichomyia capitanea
Trichomyia capitanea är en tvåvingeart som beskrevs av Duckhouse 1972. Trichomyia capitanea ingår i släktet Trichomyia och familjen fjärilsmyggor. Inga underarter finns listade i Catalogue of Life.